# 4471 Graculus
4471 Graculus eller 1978 VB är en asteroid i huvudbältet som upptäcktes den 8 november 1978 av den Schweiziska astronomen Paul Wild vid Observatorium Zimmerwald. Den har fått sitt namn efter det vetenskapliganamnet på Alpkaja.
Asteroiden har en diameter på ungefär 11 kilometer.